# Schloss Maretsch
Das Schloss Maretsch liegt im engeren Stadtbereich von Bozen unmittelbar östlich der Talferpromenade. Die Niederungsburg aus dem 13. Jahrhundert ist von der Stadtmitte aus über die Claudia-de’-Medici-Straße zu erreichen und dient heute als Event- und Tagungszentrum. Maretsch kann das Jahr über zeitweise besichtigt werden.

## Geschichte

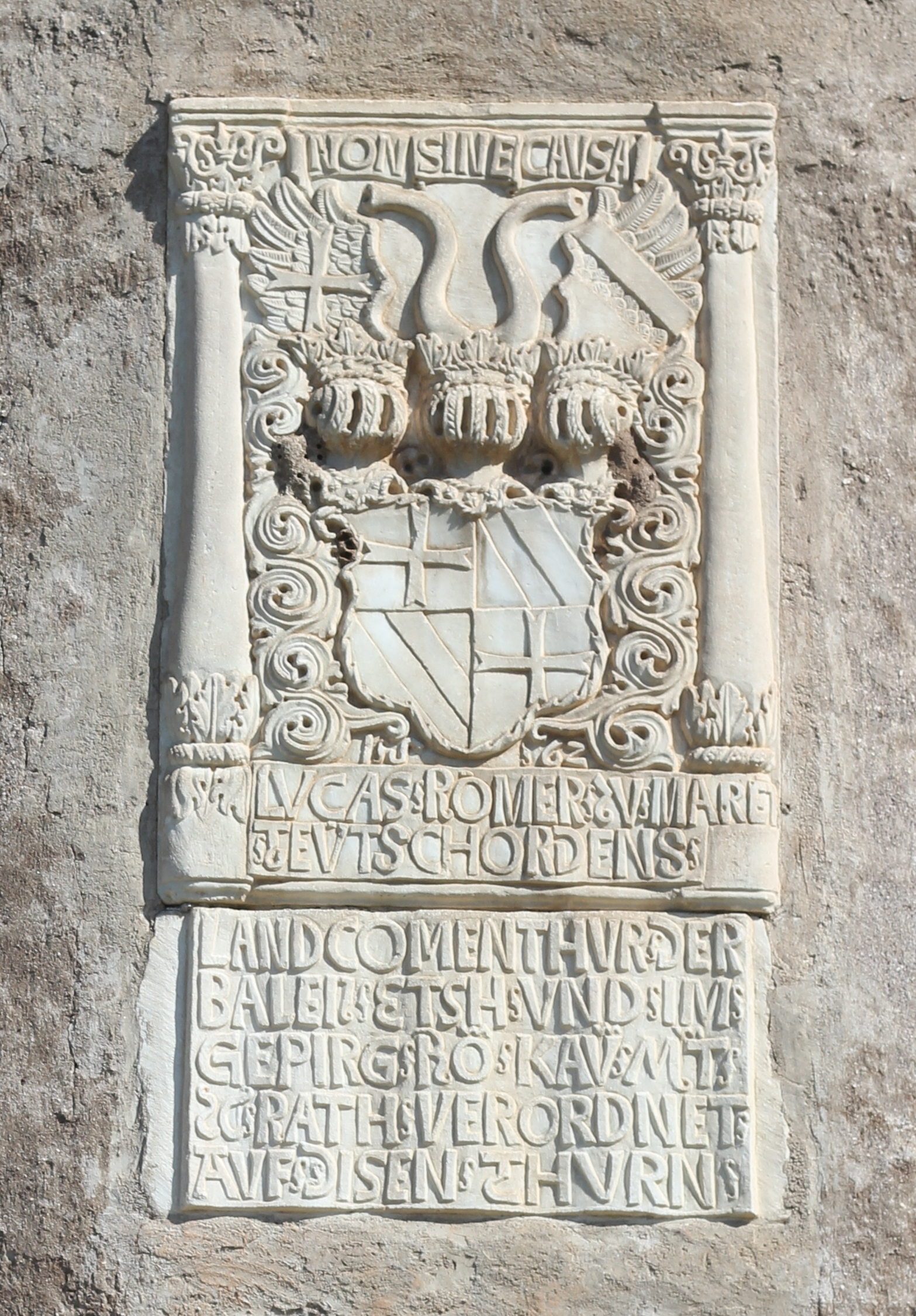
Wappenstein Lucas Römers von Maretsch (um 1560)

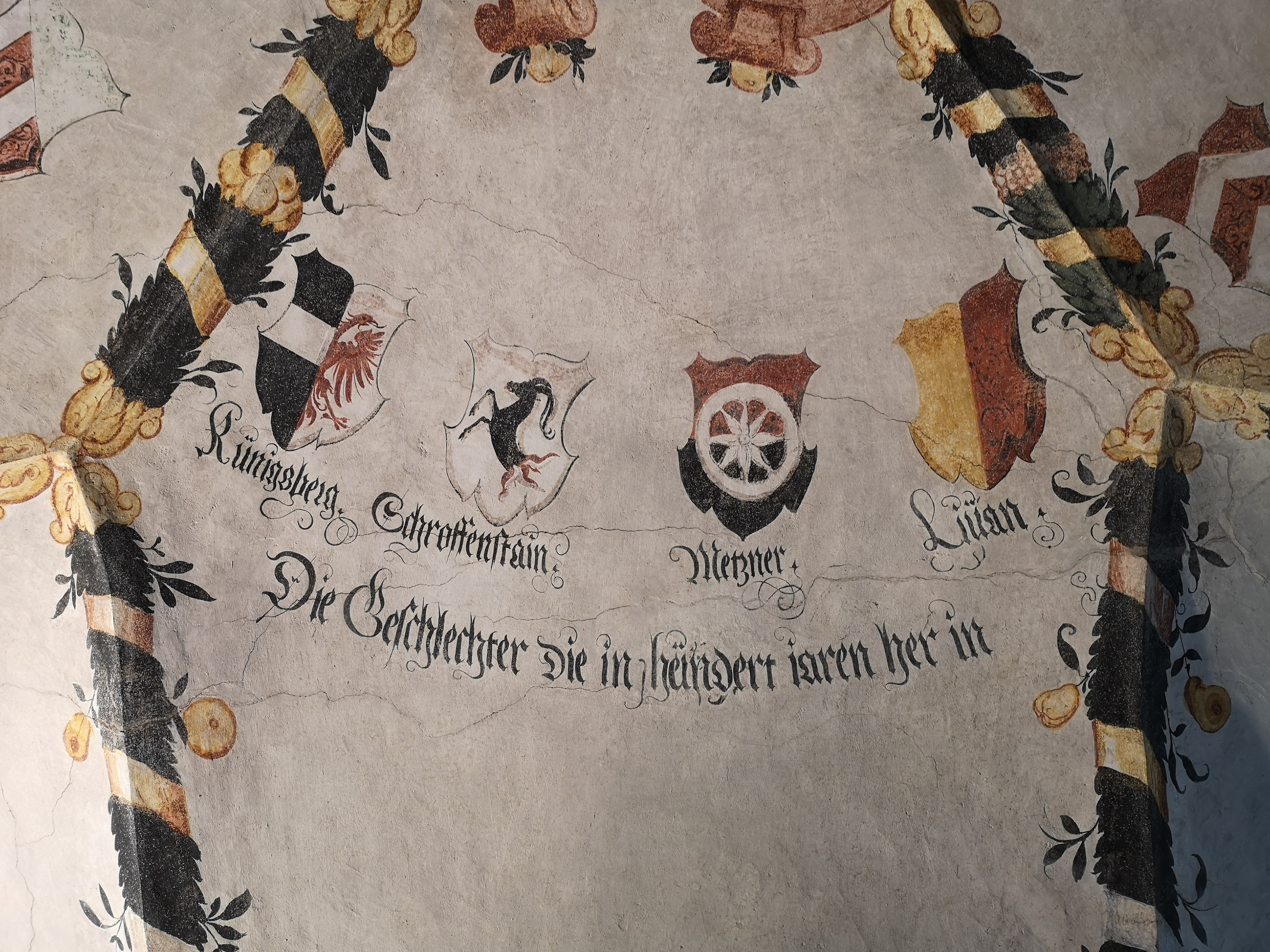
Wappen Tiroler Adelsgeschlechter, Fresko von 1560

Der Name der späteren Burg erscheint erstmals 1180/90 als Bozner Flurname unter der Bezeichnung „Moretes“. Ein in der älteren Literatur für den ersten Burgbau von angeblich um 1194 in Anspruch genommener Berthold von Bozen (Bertholdus de Bauzano) steht hingegen mit der Burg in keiner ursächlichen Verbindung.  Vielmehr liegt die Erstnennung des namengebenden Geschlechts erst 1275 mit Heinrich von Maretsch (Enricus de Marets) vor, welcher zur Ministerialität von Graf Meinhard II. von Görz-Tirol zählte. Der massive Bergfried der Anlage ist in das 13. Jahrhundert zu stellen, während ab dem 14. Jahrhundert einzelne Ausbauphasen unter verschiedenen Besitzern erfolgten. Unter anderem wurden die Ringmauer mit Wehrgang und die Schwalbenschwanzzinnen ergänzt. Im Jahr 1431 erscheint die Burg unter der Bezeichnung „Maretsch bey Botzen“ und 1438 als „Maretsch ober Botzen“.
Das heutige Aussehen erhielt die Burg unter der Familie Römer von Maretsch, die zwischen 1558 und 1570 besonders auf Initiative von Lukas Römer, den Landkomtur der Deutschordensballei An der Etsch und im Gebirge, die Anlage zum Schloss ausbauen und mit bedeutenden Fresken aus der Renaissance ausschmücken ließ. Auch der Bau der vier in Höhe und Durchmesser unterschiedlichen runden Außentürme und der Wehrmauer mit Graben und Brücke stammt aus dieser Zeit. Die Witwe von Lukas Römer, Magdalena, heiratete Freiherr Maximilian von Hendl, in dessen Besitz die Burg 1581 überging. 1612 ging die Burg an Ulrich von Hendl, der sie von 1629 bis 1634 verschönerte. Aus der Besitzzeit der von Hendl stammen das Hauptportal und die erneuerte Westhälfte.
1657 wurde Maretsch an das Zisterzienserstift Stams verkauft und ging ein Jahr später an Erzbischof Guidobald von Thun und Hohenstein. Die napoleonischen Kriege überstand Maretsch äußerlich ohne nennenswerte Schäden, im Inneren verfiel ein großer Teil der Zierarte und Zimmerdecken, da das Bauwerk in jener Zeit lange unbewohnt war. Am 19. Februar 1851 verkaufte Karl Graf Thun an die Gräfin Anna Sarnthein, die das Schloss zur ärarischen Nutzung als Zeughaus verpachtete. 1894 ging Maretsch im Erbweg an die Familie Toggenburg. Im Jahr 1918 diente Maretsch als militärisches Quartier; im Zuge der Annexion Südtirols an Italien wurden 1919 die Südtirol betreffenden Teile des Innsbrucker Archivs nach Maretsch verlagert. 1930–1931 wurde die Burg einer Wiederherstellung unterzogen. 1974 verkaufte die Familie Toggenburg die Burg an die Bozner Kurverwaltung.
Schloss Maretsch diente lange Zeit als Sitz des Bozner Staatsarchivs, bevor es 1972 für baufällig erklärt und die Archivbestände bis zur Fertigstellung der Landesbibliothek „Dr. Friedrich Teßmann“ andernorts untergebracht wurden. Heute wird die Burg – gemeinsam mit Schloss Runkelstein – im Auftrag der Stadtgemeinde Bozen von der Stiftung Bozner Schlösser bewirtschaftet.